# Trichothurgus atacamensis
Trichothurgus atacamensis är en biart som beskrevs av Sielfeld 1973. Trichothurgus atacamensis ingår i släktet Trichothurgus och familjen buksamlarbin. Inga underarter finns listade i Catalogue of Life.